# آنژلو گابریل
آنژلو گابریل بورژس داماسنو (پرتغالی: Ângelo Gabriel Borges Damaceno؛ زادهٔ ۲۱ دسامبر ۲۰۰۴) بازیکن فوتبال اهل برزیل است.
از باشگاه‌هایی که در آن بازی کرده‌است می‌توان به سانتوس اشاره کرد.